# 顕幽神社

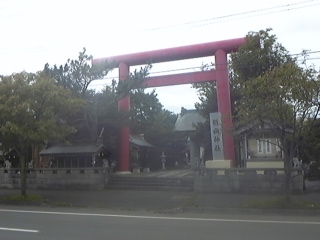
宗教法人　顕幽神社

顕幽神社（けんゆうじんじゃ）は北海道勇払郡むかわ町にある新宗教団体の一つ。文化庁『宗教年鑑』の分類では「諸教」となっており、神社本庁やその他神道系宗教法人の神社ではない。

## 奉祭主神
天之御中主神・高御産巣日神・神産巣日神

## 概要
日本統治時代の台湾台北市に鎮座していた台北稲荷神社関係者であった伊東通象が第二次世界大戦後に易道教顕幽舎を設立。その後、伊東通象の著作を極めた堀光盛が入舎し、その教理を受け継ぎ、昭和31年に苫小牧市に布教所を設立。
昭和37年1月1日、伊東通象が帰幽。
昭和42年5月1日、宗教法人易道教顕幽神社の設立認証を受ける。
昭和45年8月31日、現在地に第一期工事として、宮造り入母屋・アルミ葺き屋根の社務所及び仮本殿・手水舎等を建立した。
昭和46年5月31日、北海道知事より宗教法人として認可される。

## 土地建物[1]
- 境内敷地 2205.00平方メートル
- 本殿 6.60平方メートル
- 拝殿 13.20平方メートル
- 社務 所 102.40平方メートル
- 太極社殿 9.09平方メートル
- 祝詞殿 9.09平方メートル
- 七福神神社 5.78平方メートル
- 心相流道場 79.33平方メートル